# Diego de Almagro el Mozo
Diego de Almagro el Mozo (Panamá, 1522-Cuzco, 27 de noviembre de 1542) fue un hijo natural, mestizo, de Diego de Almagro (el Viejo). Fue un aventurero hispano-panameño que llegó a ser gobernador del Perú entre 1541 – 1542, cuando apenas contaba con 20 años de edad, y vencido en la batalla de Chupas en el curso de las Guerras civiles del Perú, fue hecho prisionero y decapitado por el mismo verdugo que ejecutó a su padre.

Fue Almagro el Mozo —según los testimonios antiguos— mestizo virtuoso y de corte señorial, tenía muy buenos modales, escribía y leía muy bien, era jinete gracioso y muy diestro en ambas sillas. Murió a los veinte años de edad con la gloria de haber sido el único Gobernador mestizo, aunque rebelde, del Perú. Ningún mestizo mandó a tantos hombres como lo hizo él. Según Gómara, sacó de Lima cien arcabuceros, ciento cincuenta piqueros, trescientos jinetes y varios miles de indios de servicio; en el Cuzco tuvo doscientos arcabuceros, doscientos cincuenta jinetes y otros tantos peones de espada rodela.
José Antonio del Busto Duthurburu, en: Diccionario Histórico Biográfico de los Conquistadores del Perú [Lima, 1973]

## Origen familiar y primeros años
Diego de Almagro, el Mozo, nació en Panamá siendo hijo del adelantado Diego de Almagro, el Viejo y la aborigen panameña Ana Martínez. Su padre junto con Francisco Pizarro planeaban entonces el descubrimiento y la conquista de las tierras situadas más al sur. 
Pasó la mayor parte de su infancia y su adolescencia en su ciudad natal, recibiendo la mejor educación posible hasta que,  comenzada la conquista del Imperio de los incas, su padre lo asociara en la empresa.

## Actuaciones en el Perú
No se sabe exactamente en qué año llegó al Perú, pero a comienzos de 1535 ya se hallaba en la Ciudad de los Reyes o Lima; se presume por ello que arribó junto con su padre en 1532 o muy poco después.
Lo cierto es que con Juan de Rada y Ruy Díaz se embarcó en el Callao para unirse en Chile a la expedición que dirigía entonces su padre, pero las averías de su nave lo obligaron a desembarcar en Chincha, donde la hostilidad de la población nativa dio muerte a siete de sus hombres. Siguió por tierra en busca de su padre a través de los arenales y los valles de la costa, luchando con los indios para obtener sustento, y halló a su padre en el valle de Aconcagua, cuando ya había decidido abandonar el Reyno de Chili. Por escritura suscrita en  Copa yapú (27 de agosto de 1536), fue instituido como sucesor del Adelantado en la gobernación de Nueva Toledo. 
Participó luego en la fatigosa marcha de retorno, a través de los desiertos costeños. Debió estar después en la toma de Cuzco y la prisión de los hermanos Hernando  y Gonzalo Pizarro (8 de abril de 1537), permaneciendo en la ciudad imperial hasta la Batalla de las Salinas (6 de abril de 1538) que culminó en la derrota de los almagristas y la prisión de Almagro el Viejo.

## Muerte de Almagro,el Viejo
Almagro el Mozo fue también apresado por orden de Hernando Pizarro y enviado a Lima, custodiado por Alonso de Alvarado.  Pero en Jauja la comitiva se topó con Francisco Pizarro, quien recibió al joven con muchos halagos y muestras de aprecio, prometiéndole que su padre no moriría. Pero fue una promesa fallida, pues Hernando Pizarro ordenó estrangular al Viejo Almagro, en su propia prisión y luego sacó el cadáver a la plaza donde se cumplió la pena de decapitación. 
En su testamento Almagro el Viejo encargó la tutoría de su hijo a Diego de Alvarado, hasta que alcanzara aquel la mayoría de edad para asumir la gobernación de Nueva Toledo.

## Los “Caballeros de la Capa”
El joven Almagro permaneció entonces en Lima, esperando que se le concediera la gobernación a la que tenía derecho por herencia paterna. Cuando Diego de Alvarado partió hacia España, se encargó de la tutoría del joven Juan de Rada, viejo caudillo que empezó a reunir en torno de su protegido a todos los almagristas derrotados en Las Salinas, para vengar la muerte del Adelantado. 
La casa de Almagro el Mozo se convirtió así en un refugio de todos los perseguidos por los pizarristas,  pero el hambre se apoderó de ellos y tuvieron que dispersarse, quedando solamente haciendo compañía al Mozo una docena, que se hallaban tan empobrecidos que hubieron de vender sus capas para procurarse sustento. De modo que cuando tenían que salir a la calle, debían turnarse para usar la única capa con que contaban, por lo que fueron conocidos como “los Caballeros de la Capa”.
A fin de aliviarles en algo su pobreza, el escribano Domingo de la Presa les cedió una chacra de maíz de Collique, de donde también sacaban leña, pero murió Presa y el marqués Pizarro  traspasó la propiedad de Collique a su hermano Francisco Martín de Alcántara. Esto sumió en una mayor miseria a los “Caballeros de la Capa”, quienes furiosos, empezaron a planear el asesinato de Pizarro.
Sospechando dichos planes, Pizarro  pensó en apresar al Mozo y a Rada, más se contuvo ante la proximidad del Visitador Cristóbal Vaca de Castro, comisionado por el rey que venía para mediar como Juez en los disturbios de los conquistadores. También los almagristas esperaban a este personaje, de quien esperaban justicia, pero un día corrió el rumor de que los Pizarro lo habían sobornado. Ello fue suficiente para que apresuraran el plan de matar al marqués, más tuvieron la precaución de que el joven Almagro no participara en el hecho, para evitar que corriera peligro.

## Gobernador del Perú
El asesinato de Pizarro a manos de los almagristas se consumó el 26 de junio de 1541, bajo el pretexto de que el marqués quería asesinar a Almagro el Mozo. Este pasó a aposentarse en la casa de Pizarro y al poco tiempo fue reconocido por el Cabildo como Gobernador del Perú, aunque todos sabían que Juan de Rada era quien realmente tenía las riendas del poder.
Almagro nombró a Gabriel de Rojas como teniente de gobernador del Cuzco y envió a Trujillo y Piura a García de Alvarado por hombres, armas y pertrechos. La rebelión era ya un hecho, constituyéndose en el "Primer acto de insubordinación a la corona española en el Perú".
Entre los diversos actos de gobierno que realizó se recuerda la represión vengativa que desató contra los pizarristas, cuya nota más saltante fue la ejecución de Antonio Picado (que fuera secretario de Pizarro). También hizo ejecutar al capitán Francisco de Chaves (el almagrista).

## La guerra entre almagristas y realistas
Pero la felicidad de los rebeldes se empañó con la sublevación de Pedro Álvarez Holguín en el Cuzco y Alonso de Alvarado en Chachapoyas, que alzaron la bandera del Rey y de los Pizarro.
Ante tal panorama, Almagro el Mozo y los suyos abandonaron Lima y se adentraron a la sierra en busca de Pedro Álvarez Holguín. Con ellos iba Juan de Rada como  capitán general, pero este se enfermó en Huarochirí, siendo entonces reemplazado por García de Alvarado y Cristóbal de Sotelo. 
Los almagristas continuaron hacia el sur y llegaron a Jauja. Desde allí Almagro el Mozo envió a García de Alvarado en búsqueda de Pedro Álvarez Holguín, para impedir que bajara a la costa y se uniera con Alonso de Alvarado. Pero García de Alvarado fracasó en la misión, al escabullírsele dicho jefe realista. Almagro lo destituyó entonces, proclamándose él mismo como único capitán general, y nombrando a la vez como maestre de campo a Cristóbal de Sotelo. Esto dolió mucho a García de Alvarado  quien esperó la oportunidad de vengarse. Por entonces falleció Juan de Rada, un puntal de apoyo por sus dotes lo que significó un rudo golpe para el bando almagrista.
Los almagristas pasaron luego a Huamanga, donde  fabricaron cañones. Hicieron también contactos con Manco Inca, para buscar su alianza. Reemprendieron luego la marcha hacia el sur y arribaron finalmente al Cuzco, donde Almagro el Mozo fue recibido apoteósicamente, confirmándosele como Gobernador del Perú, al igual como ya había sucedido en Huamanga.
Días después, sabiendo que Vaca de Castro subía con Alonso de Alvarado y Pedro Álvarez Holguín a la sierra, Almagro el Mozo dio una arenga a sus tropas, mostrándoles una provisión que lo facultaba para ser Gobernador de Nueva Toledo luego de la muerte de su padre y lo mismo el testamento de este en que le dejaba tal gobernación.
Por ese tiempo, García de Alvarado mató a Cristóbal de Sotelo en venganza por viejas rencillas. Este crimen indignó mucho a Almagro, más aún cuando tuvo sospechas de que García de Alvarado planeaba traicionarle. Con argucias, Almagro atrajo a su subordinado a su casa y con la ayuda de los amigos de Sotelo, lo mató a estocadas. Consolidó así su mando sobre los 500 hombres que conformaban su ejército.

## La batalla de Chupas
Almagro El Mozo salió del Cuzco a enfrentar a Cristóbal Vaca de Castro, y aunque prudentemente quiso llegar a un entendimiento (se menciona una carta que envió a Vaca de Castro, fechada en Vilcas, el 4 de septiembre de 1542), suspendió las negociaciones al enterarse de que el Visitador realizaba otras conversaciones con oficiales almagristas para empujarlos a la traición. Esto molestó tanto al Mozo quien se persuadió que no tenía otra opción sino las armas. El encuentro entre ambos ejércitos se produjo en las lomas de Chupas, cerca de Huamanga (16 de septiembre de 1542). 
Esta Batalla de Chupas fue el encuentro más sangriento de todas las guerras civiles entre los conquistadores del Perú.  Almagro confiaba en su poderosa artillería de 17 cañones, que estaba a cargo de Pedro de Candía, pero como sus disparos erraban mucho, sospechó una traición y mató a lanzazos a Candía. Por un momento la batalla pareció inclinarse a favor de los almagristas; sin embargo los realistas, gracias a la tenacidad y estrategia del sargento mayor Francisco de Carvajal "el Demonio de los Andes", empezaron a ponerse en ventaja. Ya en la última fase de la batalla Almagro comandó hábilmente a su caballería enfrentando a la de los realistas, pero después de una enconada lucha, terminó siendo derrotado. 
Más de 500 españoles de ambos bandos quedaron muertos en el campo de batalla, sin contar los heridos que fallecieron del frío nocturno al quedar a la intemperie y otros que fueron muertos en la sanguinaria e inmisericorde represión de los realistas.

## Prisión y muerte en el Cuzco
Viendo su causa perdida, Almagro huyó a todo galope hacia el Cuzco, junto con Diego Méndez. Planeaba irse donde los rebeldes incas de Vilcabamba, pero Méndez quiso ver antes a su manceba, la Jiménez y, con su pretexto de ir a recoger unos herrajes, tardó demasiado en la ciudad. Cuando ambos salieron por el camino de Yucay, ya Rodrigo de Salazar El Corcovado, Juan Gutiérrez Malaver y otros lo seguían. Tuvieron que detenerse a entablarles lucha, pero, como sus adversarios eran muchos, se fatigaron y finalmente se rindieron.
Almagro y Méndez fueron llevados encadenados al Cuzco y Vaca de Castro los visitó en la celda para increparles la locura de su rebeldía. Almagro le respondió que no se había alzado contra el Rey sino que defendía lo que legalmente le correspondía. 
Encerrado en un cubículo, Almagro planeó escaparse donde Manco Inca. Empezó por sobornar carceleros y, por medio de un paje, a adquirir caballos, mas descubierta su trama lo pasaron a la casa de Gabriel de Rojas. Allí se le procesó y se le condenó a muerte. Apeló al Rey la sentencia o en su defecto a la Audiencia de Panamá, pero se le denegó el derecho.
Después de confesado y comulgado, Almagro el Mozo marchó al patíbulo con serenidad, mientras alguien pregonaba que iba a la muerte por traidor. Ya en el cadalso pidió como última gracia ser enterrado junto a su padre, lo que se aceptó. 

27 de noviembre. Terminando con la derrota de los almagristas, Vaca de Castro ordena la ejecución de Almagro el Mozo en la Plaza del Cusco, donde fue ejecutado su padre.
Carlos Huerta, en: Cronología de la Conquista de los Reinos del Perú (1524 - 1572) [Lima, 2013]

Almagro no quiso dejarse poner el pañuelo a los ojos, pero se los cubrieron por la fuerza. Fue degollado en el mismo lugar donde cortaron la cabeza a su padre y su cadáver fue expuesto a la vergüenza pública. Tenía apenas 20 años de edad. Se le enterró en la Iglesia de la Merced del Cuzco, debajo del altar mayor y al lado de la sepultura de su padre. Años después dicho lugar acogería el cuerpo de un tercer degollado por traición: Gonzalo Pizarro.